# Belizes historia

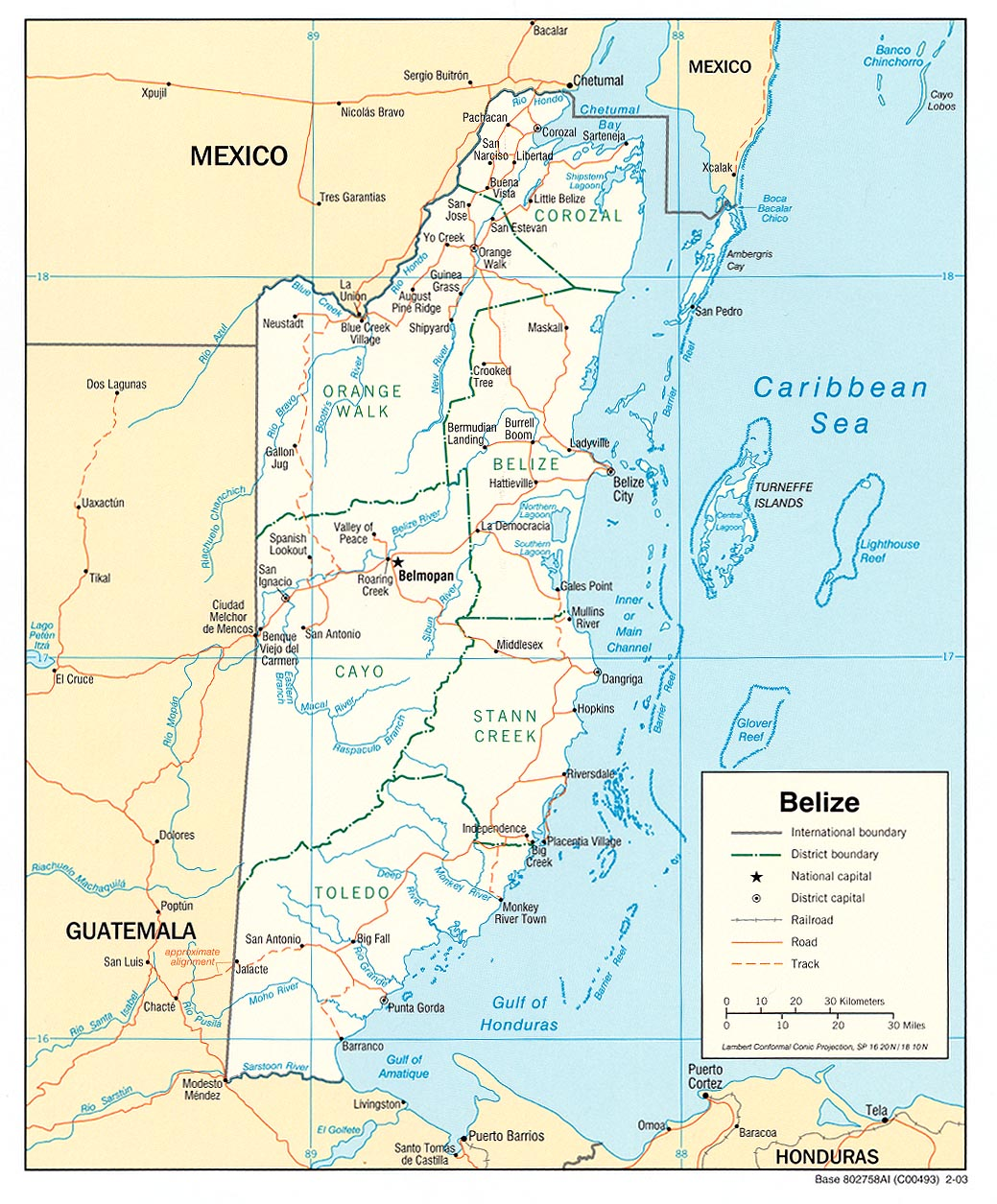
Karta över Belize.

Belizes historia domineras av två teman: Den utåtriktade kampen för att bilda och upprätthålla en engelsktalande nation i ett område som hade dominerats av spansk befolkning och kultur, samt det inhemska samarbetet mellan olika etniska och kulturella grupper. Förståelsen för de nutida sociala relationerna och Belizes politik beror mycket på dessa diversifierade grupper och deras uppfattning om historiska händelser.
De första engelska kolonisatörerna kom tidigt på 1600-talet till dagens Belize. Deras ankomst blev starten på en konflikt med deras spanska koloniserande grannar som skulle fortsätta i flera hundra år. Under de första 200 åren var denna konflikt en del av en större rivalitet mellan Storbritannien och Spanien. Tidigt på 1800-talet, efter att de flesta av de spanska kolonierna i Nya världen blev oberoende, utvecklades konflikten till ett anspråk på territoriet från Guatemala, som pågick in i 1900-talet.
Liksom många andra nationer som har växt fram ur kolonisering, har Belize en befolkning som är uppdelad i många etniska och kulturella grupper. De två största grupperna är kreoler, engelsk- eller kreoltalande svarta människor av blandat afrikanskt och europeiskt ursprung, samt mestiser, spansktalande människor med blandat mayanskt och spansk-europeiskt ursprung. Ytterligare två betydande grupper är garifuna, en grupp med afrikanskt och karibiskt härstamning ursprungligen från Små Antillerna, samt maya som härstammar från ursprungsinvånarna i Belize.
Dessa grupper har alla olika tolkningar av viktiga händelser i Belizes historia. Underkuvandet av det indianska folket, rivaliteten mellan Spanien och Storbritannien, slaveriet och frigörelseprocessen samt Belizes ställning i den moderna världen har varit föremål för olika uppfattningar och debatt. Trots den gradvisa framväxten av en nationell identitet har skillnaderna mellan de etniska grupperna och deras olika uppfattningar om såväl de historiska som nutida händelserna spelat en viktig roll för dagens Belize.

## Mayacivilisationen

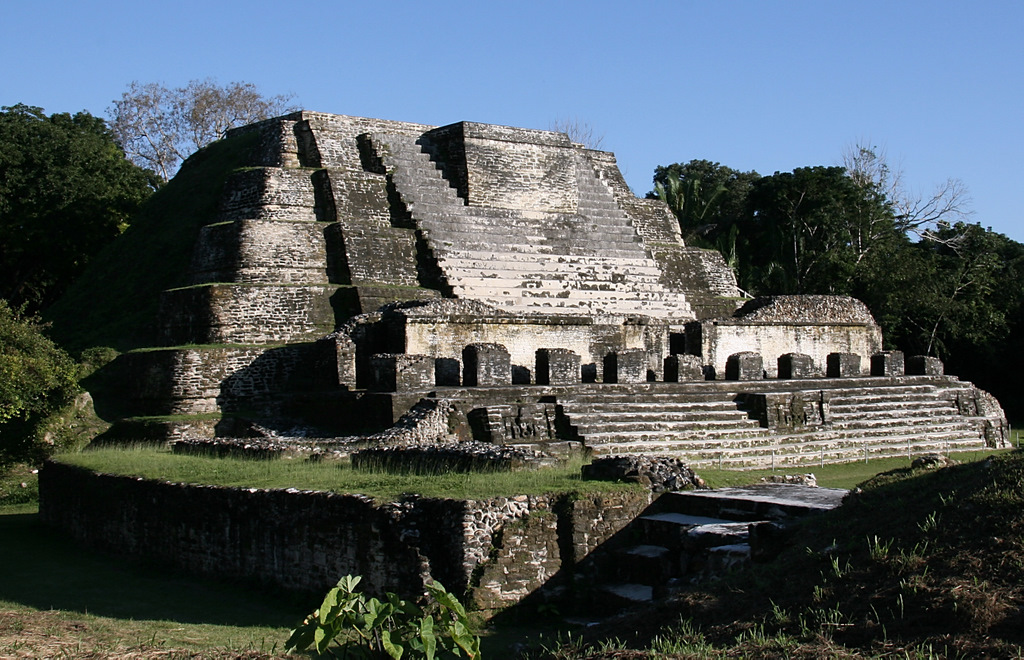
Mayatempel vid Altun Ha

Kanske så tidigt som för 35 000 år sedan kom nomader från Asien till Amerika genom att korsa det istäckta Berings sund. Under många årtusenden bosatte och anpassade sig deras efterlevande i olika miljöer, där de skapade många olika kulturer i Nordamerika, Centralamerika och Sydamerika. Mayakulturen växte fram i låglandet på Yucatánhalvön och på höglandet i vad som idag utgör sydöstra Mexiko, Guatemala, västra Honduras och Belize. Många delar av denna kultur lever fortfarande kvar i området trots ett nästan halvt årtusende av europeisk dominans. Alla arkeologiska, historiska, etnografiska och språkliga bevis, visar på en kulturell kontinuitet i denna region. De efterlevande till de första bosättarna har funnits i området i minst 3 000 år.
Före omkring 2500 f.Kr. bosatte sig jägare och samlare i små jordbruksbyar. Jakten och samlandet fortsatte att vara en del av deras tillvaro men de odlade även majs, bönor, squash och chilipeppar, vilka fortfarande är en del av basmaten i Centralamerika. Många språk och subkulturer utvecklades inom mayas innersta kultur. Mellan 2500 f.Kr. och 250 e.kr. växte basinrättningarna fram inom mayacivilisationen, som hade sin mest blomstrande period mellan 250 e.Kr. och omkring 700 år framåt.
Bönderna arbetade med olika typer av jordbruk, bland annat med arbetskraftsintensiva konstbevattnings- och fältsystem samt svedjebruk. Deras produkter närde civilisationens hantverkare, köpmän, krigare och prästastronomer, som samordnade årstidsbundna aktiviteter genom periodiska ritualer i ceremoniella centra. Dessa präster, som studerade solens, månens, planeternas och stjärnornas rörelser, utvecklade ett komplext matematiskt och kalendariskt system för att samordna olika tidscykler och genom att rista i stelar registrera olika händelser.
I Belize finns viktiga platser från de tidigaste mayabosättningarna som exempelvis majestätiska ruiner från den klassiska perioden och sent efterklassiska religiösa byggnader. Omkring fem kilometer väster om Orange Walk  ligger Cuello, en plats från kanske så tidigt som 2500 f.Kr. Krus, baljor och andra typer av skålar är bland de äldsta lergods som har hittats i Mexiko och Centralamerika. På platsen finns rester av byggnader uppförda runt ett litet torg, vilket visar på ett mayasamhälle. Förekomsten av skal, hematit och jade visar att maya utövade handel över stora områden så tidigt som 1500 f.Kr. Mayas ekonomi byggde dock i grunden på samlande, jordbruk, jakt och fiske.
Cerros, en plats vid Chetumal Bay, var ett blomstrande handels- och religiöst centrum mellan 300 f.Kr. och 100 e.Kr. med speciella kännetecken från en tidig mayacivilisation. Arkitekturen innefattar bland annat tempel och palatsliknande bostäder organiserade i grupper omkring torg. Dessa byggdes av stenblock, täcktes med stuck, dekorerades och målades. Stilfulla urskärningar och målningar av människor, djur och gudar tillsammans med skulpterade stelar och geometriska mönster på byggnader visar på en högt utvecklad konstart. Två meter höga masker på båda sidor om huvudtrappan till templet illustrerar en ormgud.

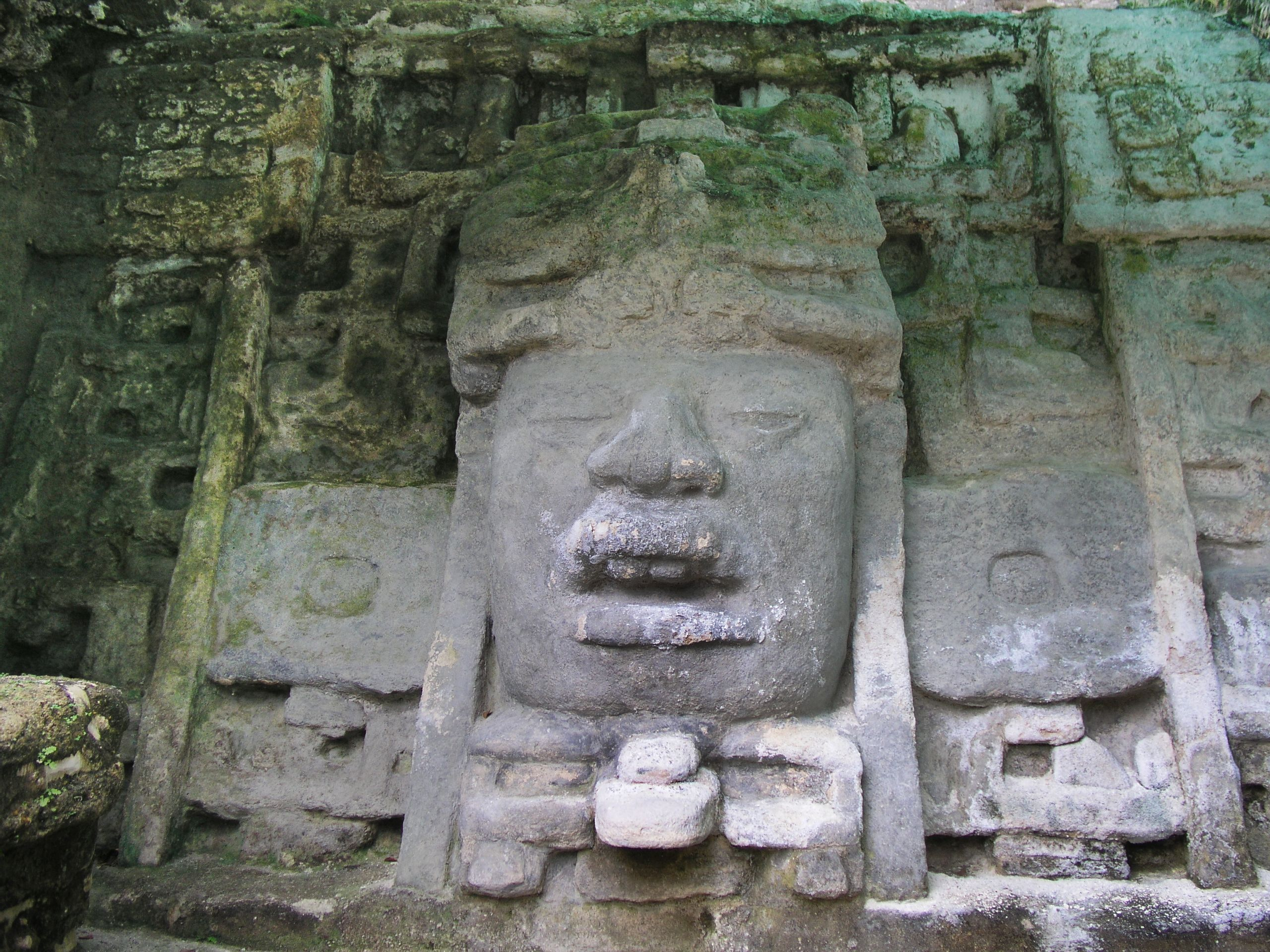
En mask vid ett tempel i Lamanai

Maya var väl utvecklat när det gällde lergodstillverkning, snida jade, knacka flinta och skapa fjäderutsmyckade kläder. Ett av de finaste jadesnidade föremålen i mayacivilisationen, solguden Kinich Ahaus huvud, hittades i en grav vid den klassiska platsen Altun Ha, 30 kilometer nordväst om dagens Belize City. Altun Ha grundades åtminstone 200 f.Kr. och hade under sin mest blomstrande period uppskattningsvis mellan 8 000 och 10 000 invånare. I början av 100-talet uppförde invånarna den första stora byggnaden, ett tempel. Idag finns en rad tempel, prästbostäder och andra byggnader runt två intilliggande torg. I grannskapet finns 100-tals andra byggnader, av vilka de flesta är outforskade. Maya fortsatte att återuppbygga en del av templen fram till slutet av 1800-talet. Utgrävningar i Altun Ha har visat bevis på att en revolt, kanske av bönder mot den prästerliga klassen, ledde till civilisationens undergång. Människor fortsatte att bo på eller besöka platsen under den efterklassiska perioden, men de religiösa centrumen tilläts förfalla. En del material som har hittats vid Altun visar att människor fanns på platsen under 1200- och 1300-talet, kanske för att använda de gamla byggnadsverken eller för pilgrimsfärder till det gamla religiösa centrumet.

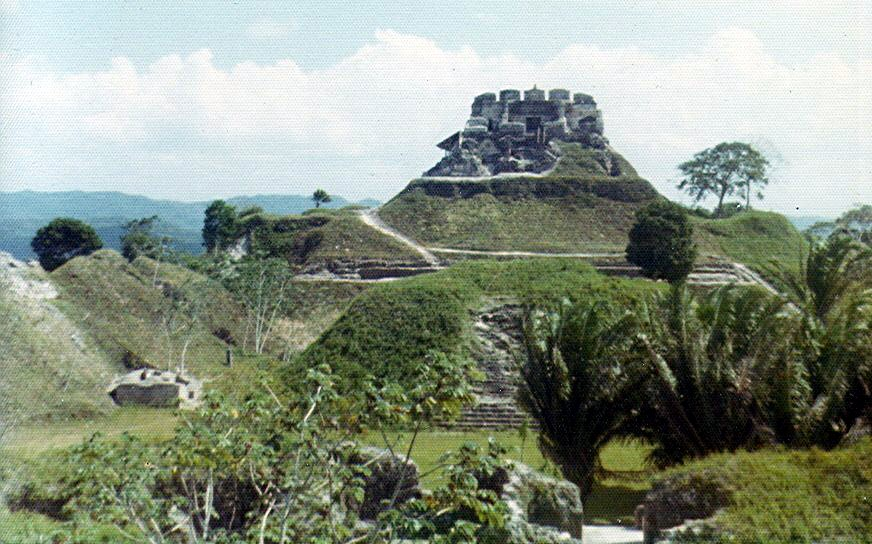
Vy över torget mot El Castillo i Xunantunich

Bland andra mayacentrum i Belize finns Xunantunich och Baking Pot i Cayo, Lubaantún och Nim Li Punit i Toledo samt Lamanai vid Hill Bank Lagoon i Orange Walk. Xunantunich, som betyder Klippdamen, bosattes kanske så tidigt som 300 f.Kr. men de flesta av byggnadsverken där byggdes under den senklassiska perioden. Liksom i alla mayacentrum på låglandet fortsatte invånarna att bygga tempel och bostäder över äldre byggnader, genom utbyggnad och förhöjning av byggnaderna och dess grunder. Den högsta handuppförda byggnaden i Belize är Xunantunichs "El Castillo" med sina 39 meter. Lamanai, som är mer svårtillgänglig än Altun Ha och Xunantunich, är en viktig plats eftersom den innehåller arkeologiska bevis på mayas närvaro under många hundra år, med början omkring 150 e.Kr. Under den klassiska och efterklassiska perioden hade mayacivilisationen en stor befolkning och under den tiden fanns en del av de stora religiösa byggnaderna i de stora centrumen kvar, som exempelvis Tikal i Guatemala, men de övergavs på 900-talet.
Under den senklassiska perioden fanns åtminstone 400 000 människor i Belizeområdet, bosatta i stort sett överallt där det gick att bedriva odlingar samt i träskområdena och strandbankarna vid kusten. I slutet av 900-talet hade mayasamhället dock en svår nedgång. Uppförandet av offentliga byggnader upphörde, de administrativa centrumen förlorade makten och befolkningen minskade när de sociala och ekonomiska systemen försvagades. En del människor bodde kvar eller så flyttade de tillbaka till platser som Altun Ha, Xunantunich och Lamanai men dessa platser upphörde att vara ansedda som religiösa och administrativa centrum.
Mayacivilisationens nedgång är inte helt förklarad, men många arkeologer tror att nedgången och kollapsen inte berodde på en enskild faktor, utan många komplexa och att nedgången inträffade under olika tidsperioder i olika regioner. Ökad information om mayakulturen och dess samhälle kan förklara utvecklingen, blomstringen och nedgången av den gamla civilisationen. Utgrävning av platser som Cuello, Cerros, Altun Ha, Xunantunich och Lamanai har visat på en unik fortlevnad bland maya i Belize under hundratals år.

## Förcolumbiska mayasamhällen och erövringen
Historiker har hävdat att maya lämnade området långt innan brittiska kolonisatörer anlände men många ur mayafolket fanns fortfarande kvar då européerna kom på 1500- och 1600-talet. Arkeologisk och etnologisk forskning visar att flera grupper ur mayafolket under 1500-talet bodde i det område som idag kallas Belize. Den politiska geografin under den perioden stämmer inte överens med dagens gränser, då flera mayaprovinser korsade gränserna mot Mexiko och Guatemala. Exempelvis sträckte sig mayaprovinsen Chetumal över norra delarna av dagens Belize och den mexikanska delstaten Quintana Roos sydkust. Längre söderut gick provinsen Mopán Maya västerut över dagens gräns mellan Belize och Guatemala och söder om den fanns de choltalande Manchegrupperna. I centrala Belize låg provinsen Dzuluinicob, som betyder utlänningarnas land. Denna provins sträckte sig från New River i norr till Sittee River i söder och från närheten av gränsen mot Guatemala i väster ut mot havet. Det politiska centrumet i denna provins var Tipu, öster om dagens Benque Viejo del Carmen, och innefattade Lamanai, flera städer längs New River och Belize River, samt Xibún vid Sibun River.
Christofer Columbus reste till Hondurasbukten under sin fjärde resa 1502. Några år senare seglade två av hans styrmän Martín Pinzón och Juan De Solís norrut längs Belizes kust till Yucatán. 1519 erövrade Hernán Cortés Mexiko och Pedro Arias Dávila grundade Panama City. Spanien sände strax därefter expeditioner till Guatemala och Honduras och erövringen av Yucatán började 1527. När Cortés 1525 passerade genom det sydvästra hörnet av dagens Belize fanns det bosättningar av choltalande mancher i området. När spanjorerna intog området på 1600-talet fördrev de dessa bosättningar till de guatemalanska höglanden. Spanjorerna anföll området från Yucatán men mötte hårt motstånd från mayaprovinserna Chetumal och Dzuluinicob. Regionen blev ett flyktingområde under den spanska invasionen men de flyende maya förde med sig sjukdomar de hade smittats av från spanjorerna. Efterföljande epidemier av smittkoppor och gula febern tillsammans med inhemsk malaria försvagade den indianska befolkningen och dess förmåga att göra motstånd mot erövringen.
På 1600-talet reste spanska missionärer från Yucatán uppför New River och byggde kyrkor i mayanska bosättningar med avsikt att konvertera och kontrollera människorna. En sådan bosättning var Tipu. Människor bodde på platsen under de förklassiska, klassiska och efterklassiska perioderna samt under erövringsperioden fram till 1707 men trots att platsen hade erövrats av spanjorerna 1544 låg Tipu under lång tid för långt från den koloniala maktens centrum för att kunna kontrolleras på ett effektivt sätt. Tusentals maya flydde söderut från Yucatán under den andra delen av 1500-talet och människorna i Tipu gjorde uppror mot den spanska makten. Tipu låg för långt söderut för att kontrolleras av spanjorerna i Yucatán men var för viktig att ignorera på grund läget mot Itzá i regionen Lago Petén Itzá i dagens Guatemala. 1618 och 1619 försökte två franciskaner konvertera människorna genom att bygga en kyrka i Tipu. 1638 startade en period av motstånd i Tipu och 1642 var hela provinsen Dzuluinicob i upprorstillstånd. Maya övergav vid den tiden åtta städer och omkring 300 familjer flyttade in till Tipu som var centrum för upproret. På 1640-talet hade Tipu omkring 1 000 invånare.
Piratverksamheten längs kusten ökade under denna period. 1642 och 1648 plundrade piraterna Salamanca de Bacalar, den spanska kolonialregeringens säte i södra Yucatán. Övergivandet av Bacalar avslutade den spanska kontrollen över mayaprovinserna Chetumal och Dzuluinicob.
Mellan 1638 och 1695 hade maya som bodde i Tipuområdet autonomitet under det spanska styret, men 1696 använde spanska soldater staden som bas för att hålla ordning i området och stödja missionärsverksamheten. 1697 erövrade spanjorerna Itzá, och 1707 tvångsförflyttade de invånarna i Tipu till ett område nära Lago Petén Itzá. Det politiska centrumet för provinsen Dzuluinicob upphörde att existera då brittiska kolonisatörer blev alltmer intresserade av att kolonisera området.

## Framväxten av brittiska kolonier

### Kolonial rivalitet mellan Spanien och Storbritannien

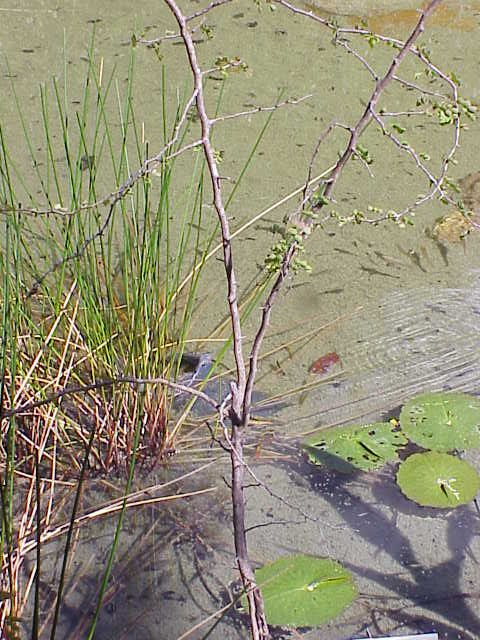
Blåträ

Under 1500- och 1600-talet försökte Spanien att bibehålla sitt monopol på handel och kolonisering i dess kolonier i Nya världen, men nordeuropeiska krafter blev alltmer intresserade av regionen och dess möjligheter till handel och kolonisering. Dessa krafter använde smuggling, piratverksamhet och krigföring i sina försök att försvaga och förstöra Spaniens monopol. I början av 1600-talet intog holländare, engelsmän och fransmän områden där spanjorerna var svaga, som Små Antillerna, ingenmanslandet i Guyana mellan spanskt och portugisiskt dominerade områden samt Yucatáns och Centralamerikas ej kartlagda kuster. Senare under 1600-talet utmanade britterna effektivt spanjorerna i västra Karibien genom att 1655 inta Jamaica som de därefter använde som bas för att understödja kolonier längs hela den karibiska kusten mellan Yucatán och Nicaragua.
I början av 1600-talet började engelska buckanjärer att hugga blåträ vid Campechebukten i sydöstra Mexiko och på Yucatánhalvön, för användning som färgningsmedel inom bomullsindustrin. Enligt legenden bosatte sig 1638 en av dessa buckanjärer, Peter Wallace, kallad Ballis av spanjorerna, nära Belizefloden som han gav sitt namn åt. Engelska buckanjärer började använda områdets kustlinje som bas för att attackera spanska fartyg och en del av buckanjärerna kan ha varit flyktingar som mellan 1641 och 1642 hade fördrivits av spanjorerna från öar utanför Nicaraguas och Honduras kuster. Buckanjärerna slutade att plundra spanska blåträfartyg och började att avverka sitt eget virke under 1650- och 1660-talet. Blåträavverkning blev sedan huvudorsaken till den engelska koloniseringen under mer än ett århundrade.
I en överenskommelse 1667 gick de europeiska makterna med på att förbjuda piratverksamhet och fick buckanjärerna att övergå till blåträavverkning, vilket ledde till en mer permanent kolonisering. Godolphinöverenskommelsen mellan Spanien och England 1670 bekräftade det engelska innehavet som England redan hade i länder och öar på det västra halvklotet men kolonierna namngavs inte och ägarskapet av kustområdet mellan Yucatán och Nicaragua fortsatte att vara otydligt. Konflikten fortsatte mellan Storbritannien och Spanien om rättigheterna till blåträavverkningen och att få kolonisera regionen. 1717 fördrev Spanien brittiska blåträhuggare från Campechebukten väster om Yucatán. Denna åtgärd fick dock till följd att de brittiska kolonierna vid Belize River ökade i betydelse.
De första brittiska kolonisatörerna levde ett hårt och oordnat liv. Enligt Kapten Nathaniel Uring, som led skeppsbrott och tvingades att leva med blåträhuggarna under flera månader 1720, var britterna "i allmänhet ett oförskämt och onyktert manskap, av vilka en del hade varit pirater." Han sade att han hade haft det "mindre bekvämt i detta manskap av ostyriga uslingar, där inte mycket annat än hädelser, förbannelser och svordomar, kunde höras".
Under 1700-talet attackerade spanjorerna engelska kolonier upprepade gånger. 1717, 1730, 1754 och 1779 tvingade spanjorerna engelsmännen att lämna området, men britterna återvände alltid för att utöka sin handel och sina kolonier. Vid slutet av Sjuårskriget 1763 medgav Parisöverenskommelsen Storbritannien att avverka och exportera blåträ men gav Spanien suveränitet över territoriet. Det fanns dock ingen överenskommelse om det exakta området där blåträhuggarna kunde arbeta. Den spanska gränsstaden Bacalar i Yucatán grundades på nytt 1730 efter att ha varit övergiven under nästan ett århundrade, och blev då en bas för operationer mot britterna. När kriget åter igen bröt ut 1779 ledde Bacalars kommendant en framgångsrik expedition mot de brittiska kolonierna som förblev övergivna fram till överenskommelsen i Versailles 1783 då britterna tilläts att avverka blåträ i området mellan floderna Hondo och Belize. Vid den tiden hade dock blåträhandeln gått ner och mahogny hade blivit den största exportvaran, så kolonisatörerna begärde en ny överenskommelse.

### Början till självstyre och slaveri
Britterna var ovilliga att bilda en formell koloniregering eftersom de var rädda att provocera spanjorerna. På deras eget initiativ och utan ett erkännande från den brittiska regeringen, hade kolonisatörerna redan 1738 börjat att hålla årliga magistratval för att kunna upprätta lagar för kolonierna. 1765 anlände Jamaicas chefskommendör, konteramiral Sir William Burnaby, till kolonin där han kodifierade och utökade reglerna i ett dokument kallat Burnaby's Code. När kolonisatörerna började att återvända till området 1784, utsåg Jamaicas guvernör överste Edward Marcus Despard till överintendent för att övervaka kolonin Belize i Hondurasbukten.
Londonkonventionen som skrevs under 1786 tillät de brittiska kolonisatörerna att avverka och exportera blåträ och mahogny vid Hondofloden i norr till Sibunfloden i söder. Konventionen tillät dock inte kolonisatörerna att bygga fästningar, bilda militära eller civila regeringar, eller starta plantagejordbruk. Spanien behöll suveräniteten över området och krävde rätt att inspektera kolonin två gånger per år. Storbritannien gick även med på att evakuera sin koloni vid Moskitkusten i östra Nicaragua. Över 2 000 av dessa kolonisatörer och deras slavar anlände 1787 till Belizekolonin där de förstärkte den brittiska närvaron.
Den sista spanska attacken mot den brittiska kolonin inträffade 1798 då Yucatáns generalguvernör kommenderade en spansk flotta med omkring 30 fartyg, 500 sjömän och 2 000 soldater att anfalla brittiska kolonisatörer. Under ett 2,5 timmar kort anfall drev britterna bort spanjorerna. Attacken blev spanjorernas sista försök att kontrollera territoriet eller driva bort britterna.
Lokala regeringar bildades och plantageodlingar startades trots överenskommelser om förbud mot detta. I slutet av 1700-talet kontrollerades den politiska ekonomin i den brittiska kolonin av en oligarki bestående av relativt välbärgade kolonisatörer. Dessa kolonisatörer krävde fyra femtedelar av den mark som gjorts tillgänglig genom Londonkonventionen, genom resolutioner kallade lägeslagar som de röstade igenom i Offentliga mötet, namnet på den första lagstiftande församlingen. Samma personer ägde omkring hälften av slavarna, kontrollerade import, export, grossist- och detaljhandel samt bestämde skatterna. En grupp magistrater, som de valde bland sig själva, hade såväl verkställande som juridiska funktioner, trots förbud mot verkställande makt.
Jordägarna gjorde motstånd mot alla försök att undergräva deras politiska makt. Överste Edward Marcus Despard, den förste överintendenten tillsatt av Jamaicas guvernör 1784, avsattes 1789 när de välbärgade skogsavverkarna gjorde motstånd mot hans styre. När överintendent George Arthur attackerade skogsavverkarna 1816 lyckades han bara delvis att bryta monopolet på markägandet. Han förklarade att all mark som inte ägdes av någon, i fortsättningen var kronans mark som endast kunde bestämmas över av kronans representanter, men han fortsatte att tillåta det redan existerande monopolet på markägande.

### Slaveri i kolonin 1794–1838

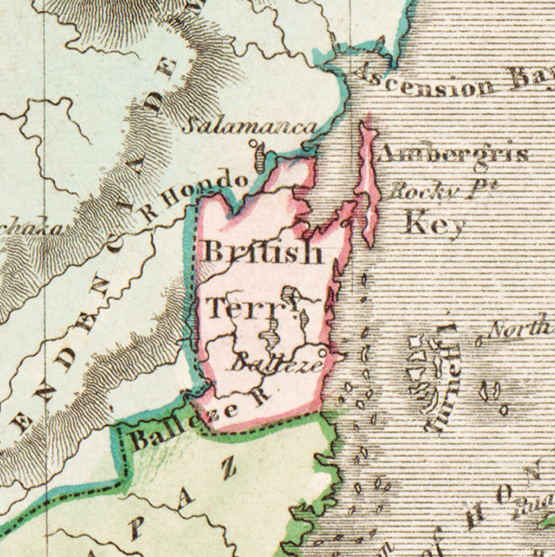
Belize, 1831

Att avverka blåträ var ett enkelt och småskaligt arbete men kolonisatörerna importerade slavar för att utföra jobbet. Slaveriet i kolonin var kopplat först till avverkningen av blåträ och därefter till mahogny, eftersom överenskommelser förbjöd plantageproduktion. Dessa skillnader i den ekonomiska funktionen skapade variationer i organiseringen, förhållanden och behandlingen av slavarna. Den tidigaste referensen till afrikanska slavar i den brittiska kolonin visade sig 1724 i en missionärs registrering, som förklarade att britterna nyligen hade importerat slavar från Jamaica och Bermudas. Ett århundrade senare var den totala slavbefolkningen omkring 2 300. De flesta slavar var, trots att många hämtades från den västindiska marknaden, födda i Afrika, troligtvis vid Beninbukten, Kongobäckenet och Angola, som var de platser där britterna i huvudsak hämtade slavar från i slutet av 1700-talet. Igbo tycks ha varit särskilt många då en del av Belize Town hette Eboe Town (Igbostaden) under den första halvan av 1800-talet. Till en början bibehöll många slavar sina identiteter och kulturella seder, men gradvis skapades en ny kreolsk kultur.
De vita var i minoritet i kolonin, men de hade monopol på makt och välfärd genom att dominera de viktigaste ekonomiska aktiviteterna inom handel och skogsavverkning. De kontrollerade även den första lagstiftande församlingen samt de juridiska och administrativa inrättningarna. Som resultat fick de brittiska kolonisatörerna ett oproportionellt inflytande på den kreolska kulturen. Anglikaner, baptister och metodister hjälpte till att förminska och undertrycka de afrikanska rötterna.
Skogsavverkning var ett säsongsarbete som krävde att arbetare fick tillbringa flera månader i tillfälliga provisoriska läger i skogen, långt från sina familjer i Belize. Kolonisatörerna behövde endast en eller två slavar för att hugga blåträ, ett litet träd som växer i dungar nära kusten, men när handeln skiftade till mahogny under det sista kvartalet av 1700-talet, behövde kolonisatörerna mer pengar, mark och slavar för en mer storskalig produktion. Efter 1770 var omkring 80 procent av alla slavar äldre än 9 år skogsarbetare. Letare hittade träd som avverkades, kvistades och fraktades till floderna. Under regnperioden flottade kolonisatörer och slavar okvistat virke nedströms där det sedan färdigställdes för vidare transport. Letarna var duktiga och värdefulla slavar, liksom yxhuggarna som arbetade på en 4–5 meter hög smal plattform. En annan grupp slavar arbetade med de oxar som drog timret till floderna, och ytterligare grupper kvistade träden och röjde vägarna. Utnyttjandet av små slavgrupper för att avverka träd minskade behovet av arbetsledning. Till skillnad från plantageslaveriet fanns inga piskförsedda arbetsledare i kolonin.
Kolonins ledare använde husslavar, mestadels kvinnor och barn, för städning, sömnad, tvättning, strykning, matlagning, servering och barnvakter. En del slavar producerade mat som antingen såldes eller sparade pengar åt deras ägare som då inte behövde importera mat. Andra slavar arbetade som sjömän, hovslagare, sjuksköterskor eller bagare. Ett fåtal slavar hade jobb som krävde höga kunskaper. Unga människor började som betjänter åt sina ägare där de fick lära sig att lyda och därefter fortsatte de flesta unga kvinnor med husarbete medan de unga männen blev skogshuggare. Dessa begränsade arbetsuppgifter och arbetslivserfarenheten bland slavarna, minskade deras möjligheter efter frigörelsen 1838.
Slavarnas erfarenheter skilde sig från de som fanns på plantager i andra kolonier i regionen, men de var ändå förtryckta. 1820 rapporterades att de ofta utsattes för omänsklig behandling. Kolonins fängelsepräster rapporterade om en fruktansvärd barbari mot slavarna. Slavarnas eget agerande i form av självmord, aborter, mord, rymningar och uppror visade hur de själva såg på sin situation. Slavar som levde i små, spridda och avlägsna grupperingar kunde relativt enkelt rymma om de kunde tänka sig att överge sina familjer. Under 1700-talet rymde många till Yucatán, och i början av 1800-talet skedde ständigt rymningar till Guatemala och längs kusten ner mot Honduras. En del rymlingar byggde upp samhällen, som exempelvis ett vid Sibunfloden som blev en tillflyktsplats för många andra slavar. Eftersom de kunde nå sin frihet genom att rymma in i skogen, var uppror ofta inte aktuellt, men det förekom många slavuppror. Det sista slavupproret, som 1820 leddes av de två svarta slavarna Will och Sharper, involverade ett stort antal välbeväpnade personer som "hade behandlats onödigt hårt av sina ägare och hade goda grunder för sina klagomål".
Ett sätt för kolonisatörerna att behålla sin kontroll var att skilja slavarna från den ökande kreolska fria befolkningen, som hade fått begränsade privilegier. Många kreoler var juridiskt fria men de kunde varken få uppdrag inom det militära eller agera som jurymedlemmar eller magistrater och deras ekonomiska aktiviteter var begränsade. De hade rösträtt endast om de hade ägt mer egendomar och bott längre i området än de vita. Privilegierna ledde dock till att deras lojalitet och kulturella hemvist låg hos britterna. När myndigheter i andra kolonier i Brittiska Västindien började att ge fria svarta människor utökade rättigheter, hotade den brittiska kolonialmyndigheten att upplösa Offentliga mötet om det inte anpassade sig. De svarta tillerkändes civila rättigheter 5 juli 1831, några år innan slaveriet helt hade avskaffats.
Samhällets grunddrag, ett stelt hierarkiskt system där människor rangordnades utifrån ras och klass var väl befäst vid tiden för frigörelsen 1838. Beslutet att avskaffa slaveriet i alla brittiska kolonier togs 1833 och genom en femårig övergångsperiod skulle drastiska sociala förändringar undvikas. Beslutet innefattade två generösa åtgärder för slavägarna: ett lärlingssystem som beräknades kunna utöka deras kontroll över de tidigare slavarna som skulle fortsätta att arbeta för sina tidigare ägare utan betalning, samt kompensation till de tidigare slavägarna för deras förlust av sina egendomar. Dessa åtgärder försäkrade att en majoritet av befolkningen, även efter frigörelsen, skulle vara beroende av sina tidigare ägare, som fortfarande hade monopol på marken. Innan 1838 kontrollerade en handfull invånare kolonin och ägde de flesta människor. Efter 1838 fortsatte kolonins ledare, en liten elit, att kontrollera landet under ett århundrade, genom att vägra tillträde till marken, samt att lansera ekonomiskt oberoende för de fria slavarna genom en kombination av löneförmåner och trucksystem.

### Garifunas immigration

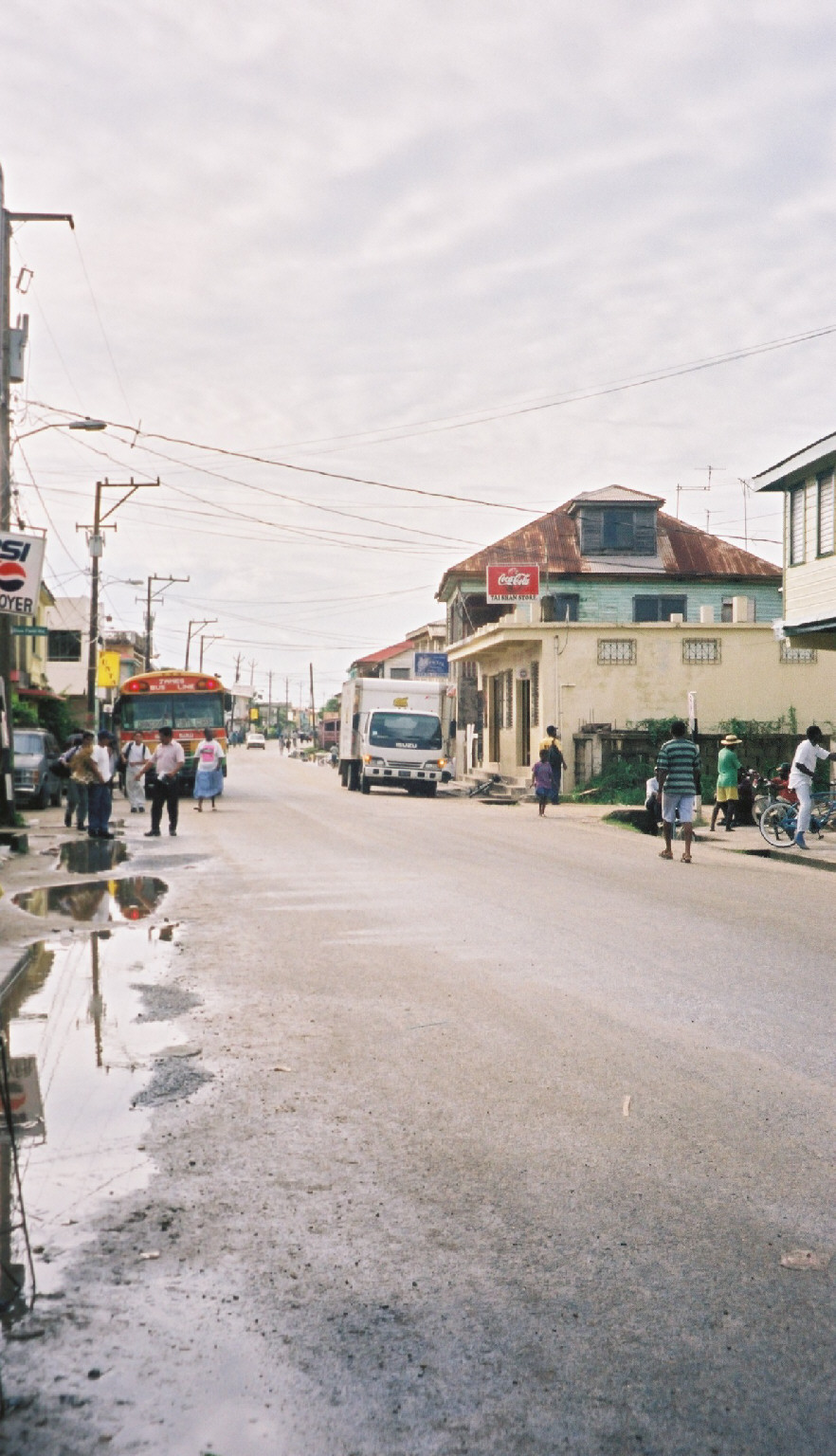
En gata i Dangriga

Vid samma tid som kolonin brottades med konsekvenserna av slaveriets avskaffande anlände den nya etniska gruppen garifuna. Garifuna, som var ättlingar till de karibiska folken i Små Antillerna och afrikaner, flydde från slaveriet och kom till kolonin i början av 1800-talet. De hade gjort motstånd mot den brittiska och franska koloniseringen i Små Antillerna tills de 1796 besegrades av britterna. Efter att ett uppror på Saint Vincent hade slagits tillbaka flyttade britterna mellan 1 700 och 5 000 garifuna till de öar som idag motsvarar Bahíaöarna utanför Bahamas norra kust. Därefter emigrerade garifuna till de karibiska kusterna i Nicaragua, Honduras, Guatemala och södra Belize. 1802 hade omkring 150 garifuna bosatt sig i Stann Creek-området (dagens Dangriga) där de sysselsatte sig med fiske och jordbruk.
Andra garifuna kom till den brittiska kolonin Belize efter att ha befunnit sig på fel sida under ett inbördeskrig i Honduras 1832. Många garifunamän fick avlönat arbete som mahognyhuggare tillsammans med slavarna. 1841 var garifunas största bosättning Dangriga en blomstrande by, och garifunabyn Punta Gorda hade 500 invånare som odlade frukt och grönsaker.
Britterna betraktade garifuna som ockupanter och 1857 tillkännagav de för garifuna att de måste arrendera av kronan eller så skulle de förlora mark, bostäder och andra byggnader. En förordning 1872, Crown Lands Ordinance, införde restriktioner för garifuna och maya där de båda grupperna hindrades att äga mark och betraktades som tillgänglig arbetskraft.

## Den tidiga kolonin

### Konstitutionell utveckling, 1850–1862
Under 1850-talet sammanföll maktkampen mellan överintendenten och plantageägarna med internationella diplomatiska händelser som ledde till stora konstitutionella förändringar. I Clayton-Bulweröverenskommelsen 1850 kom Storbritannien och USA överens om att stödja byggandet av en kanal genom Centralamerika och att avstå från att kolonisera området. Den brittiska regeringen tolkade koloniseringsklausulen som att den gällde framtida kolonisering, men den amerikanska regeringen hävdade att britterna var tvingade att lämna området, särskilt efter 1853, när president Franklin Pierces administration drev igenom Monroedoktrinen. Storbritannien lämnade Bahíaöarna och Moskitkusten i östra Nicaragua, men 1854 antog britterna en formell konstitution som införde en lagstiftande församling i sin koloni i dagens Belize.
1854 års lagstiftande församling hade 18 valda medlemmar, där alla ägde egendomar värda minst 400 brittiska pund. Församlingen bestod även av tre tjänstemän tillsatta av överintendenten. De röstberättigade hade egendomar som genererade en inkomst på minst 7 pund per år, eller en lön på minst 100 pund per år, vilket skapade en församling av inskränkt slag. Överintendenten kunde när som helst upplösa församlingen, ändra lagstiftningen och godkänna eller underkänna lagförslag. Denna situation ledde till att den lagstiftande församlingen var en debattkammare snarare än en beslutande församling och att kolonialmyndigheten i London i praktiken var den verkliga politiska och administrativa makten i kolonin. Denna maktförflyttning förstärktes 1862 när Settlement of Belize in the Bay of Honduras förklarades brittisk koloni, kallad Brittiska Honduras, och kronans representant befordrades till viceguvernör underordnad Jamaicas guvernör.

### Mayas immigration och konflikt
När britterna i slutet av 1700-talet förstärkte sin koloni och gick längre in i landet i sitt sökande efter mahogny mötte de motstånd från mayaindianerna. Under den andra halvan av 1800-talet ledde dock händelser både utanför och inom kolonin till att mayas ställning omdefinierades.
Under kastkriget i Yucatán, ett förödande krig som ledde till att befolkningen i området halverades mellan 1847 och 1855, flydde tusentals människor till den brittiska kolonin. Den lagstiftande församlingen hade 1855 utfärdat företagsnamn på stora markägares väldiga fastigheter, men maya tilläts inte att själva äga mark utan endast hyra mark eller leva i reservat. De flesta flyktingar var dock småjordbrukare som omkring 1857 odlade stora mängder socker, ris, majs och grönsaker i det distrikt som idag motsvarar Corozal och Orange Walk. 1857 var staden Corozal Town 6 år gammal och med 4 500 invånare den näst största staden efter Belize Town som hade 7 000 invånare. En del maya, som hade flytt från konflikterna i norr men inte ville underordna sig britterna, bosatte sig i det avlägsna området Yalbac Hills strax bortom skogshuggargränsen i nordväst. Runt 1862 hade omkring 1 000 maya bosatt sig i tio byar i detta område, som hade San Pedro som centrum. En mayagrupp, ledd av Marcos Canul, attackerade 1866 ett mahognyläger vid Bravo River där de krävde lösesumma för sina fångar och hyra för sin mark. Senare samma år skickades en grupp brittiska soldater till San Pedro där de besegrades. I början av 1867 gick mer än 300 brittiska soldater in i Yalbac Hills och förstörde mayabyar, mataffärer och kornbodar i ett försök att fördriva maya bort från distriktet. Maya återvände dock och i april 1870 gick Canul och hans män in i Corozal och ockuperade staden.
Två år senare attackerade Canul och 150 man baracker vid Orange Walk. Efter flera timmars strider retirerade Canuls grupp. Canul, som blev dödligt sårad, avled 1 september 1872. Slaget var den sista allvarliga attacken på kolonin.
Under 1880- och 1890-talet flydde mopán- och kekchímaya från slaveri i Guatemala och bosatte sig i flera byar i södra Brittiska Honduras, huvudsakligen omkring San Antonio i Toledo. Maya kunde använda kronans mark som avsatts som reservat, men dessa människor saknade samhällsrättigheter. Under den politik som fördes under det indirekta styret, kopplades dessa maya till den koloniala administrationen, genom ett system av valda alcaldes (borgmästare), som hade sin förebild i spanska lokala regeringar. De avlägsna områdena i Brittiska Honduras i kombination med deras höga grad av självförsörjning, ledde dock till att mopán och kekchí bibehöll mer av sina traditionella levnadssätt och blev mindre integrerade i kolonin än maya i de norra delarna. Mopán och kekchí behöll sina språk och starka identitet, men i norr suddades gränserna mellan maya och spanjorer alltmer ut när mestisernas kultur växte fram. På olika sätt och i olika omfattning blev maya som återvände till kolonin under 1800-talet införlivade i kolonin som fattiga och fördrivna etniska minoriteter. I slutet av 1800-talet fanns det etniska mönster som i stort sett fanns kvar under 1900-talet: Protestanter med afrikansk härkomst, som talade antingen engelska eller kreol och bodde i Belize Town, de romersk-katolska maya och mestiser som talade spanska och i huvudsak bodde i norr och väster, samt de romersk-katolska garifuna som talade engelska, spanska eller garifuna och bodde längs den södra kusten.

### Det formella bildandet av kolonin, 1862-1871
Till stor del som ett resultat av de kostsamma militära insatserna mot maya hade utgifterna för att administrera kolonin i Brittiska Honduras ökat då ekonomin samtidigt befann sig i en depression. Stora markägare och köpmän dominerade den lagstiftande församlingen, som kontrollerade kolonins inkomster och utgifter. Vissa markägare var även kommersiellt inblandade men deras intressen skilde sig från andra köpmän i Belize Town. Den tidigare gruppen vägrade att låta marken beskattas och förespråkade istället en ökning av tullavgifterna, medan den senare gruppen förespråkade det motsatta. Utöver detta kände sig stadens köpmän säkra från attacker från maya och ville inte bidra till ett skydd för mahognylägren, medan markägarna inte ville betala skatt för mark som hade bristfällig säkerhet. Dessa motsatta intressen ledde till ett dödläge i den lagstiftande församlingen och ett misslyckande med att öka inkomsterna. Oförmågan att komma överens gjorde att den lagstiftande församlingen avsade sig sina politiska privilegier och bad om införande av direkt brittiskt styre i utbyte mot högre säkerhet under status som kronkoloni. Den nya konstitutionen infördes i april 1871 och den nya församlingen blev den lagstiftande rådsförsamlingen.
Under den nya konstitutionen 1871 styrdes Brittiska Honduras av viceguvernören och det lagstiftande rådet, bestående av fem ex officio och fyra utsedda inofficiella medlemmar. Denna konstitutionella förändring stärkte och slutförde en förändring i maktstrukturen i den koloniala ekonomin som hade växt fram under det föregående halvseklet. Förändringen förflyttade makten från den gamla kolonisatörsoligarkin till de brittiska företagens styrelserum samt till kolonialmyndigheten i London.

## Kolonial stagnation och kriser

### Det koloniala systemet, 1871–1931
Skogsindustrins kontroll av mark och inflytande på det koloniala beslutsfattandet fördröjde jordbrukets utveckling och diversifieringen av ekonomin. I många delar i Karibien blev många slavar, som tidigare hade odlat och sålt sina grödor, markägare. I Brittiska Honduras fanns enorma områden av glest befolkad oanvänd mark, men markägandet kontrollerades av ett litet europeiskt monopol som hindrade framväxten av en kreolsk markägande klass bland de tidigare slavarna. Istället var det garifuna, maya och mestiser som blev föregångare inom 1800-talets jordbruk i Brittiska Honduras. Dessa grupper antingen arrenderade eller ockuperade marken men skogsindustrins dominans var ett hinder för jordbrukets utveckling och gjorde stora delar av befolkningen beroende av importerad mat.
Markägandet blev ännu mer koncentrerat under depressionen i mitten av 1800-talet. Exporten av mahogny låg 1846 på över 4 miljoner löpmeter men sjönk till 1,6 miljoner 1859 och 8 000 löpmeter 1870, vilket var den lägsta nivån sedan början av 1800-talet. Mahogny och blåträ fortsatte att stå för över 80 procent av det totala exportvärdet, men priset på dessa produkter var så lågt att ekonomin hamnade i en långdragen depression efter 1850-talet. De stora effekterna av denna depression blev bland annat en minskning av den gamla kolonisatörsklassen, en ökad koncentration av kapitalet samt intensifiering av det brittiska markägandet. British Honduras Company växte fram som den dominerande markägaren i kronkolonin. Företaget registrerades 1859 som aktiebolag och växte fram ur ett samarbete mellan de gamla koloniseringsfamiljerna och ett handelsföretag från London. Företaget växte, ofta på bekostnad av andra som tvingades att sälja sin mark. 1875 ombildades det till Belize Estate and Produce Company, ett Londonbaserat företag som ägde omkring hälften av den privata marken i kolonin. Det nya företaget blev den starkaste kraften i Brittiska Honduras ekonomipolitik under mer än 100 år.
Denna koncentration och centralisering av kapitalet innebar i fortsättningen att kolonins ekonomi till stor del styrdes från London. Den gav även signaler om en försämring för den tidigare koloniala eliten. Omkring 1890 låg de flesta kommersiella händelserna i händerna på en liten grupp skottar och tyskar, de flesta nyinflyttade. Denna grupp främjade konsumtion av importerade varor och ökade således Brittiska Honduras beroende av Storbritannien. Den europeiska minoriteten utövade ett stort inflytande på kolonins politik, delvis för att de garanterades representation i det helt tillsatta lagstiftande rådet. Exempelvis blev chefen för Belize Estate and Produce Company automatiskt medlem i rådet, medan medlemmar ur den framväxande kreolska eliten nekades platser. Kreolerna krävde 1890 att en del platser i det lagstiftande rådet skulle tillsättas genom val men rådet vägrade. 1892 tillsatte guvernören kreolska medlemmar men de vita fortsatte att vara i majoritet. På 1920-talet stödde kolonialmyndigheten argumenten för ett råd tillsatt genom val, om guvernören fick rätt att genomdriva viktiga beslut utan rådets samtycke, men rådet förkastade dessa villkor och införande av val bordlades.
Under den svåra stagnationen i kolonins ekonomi och samhälle före 1930-talet, togs initiativ till förändringar. Handeln med mahogny fortsatte att vara låg och försök att utveckla plantagejordbruk med odling av sockerrör, kaffe, kakao, bomull, bananer och kokosnöt misslyckades. Tidigt under 1900-talet upplevde skogsindustrin en kortvarig blomstring då en ny efterfrågan på skogsprodukter kom från USA. Export av chicle, ett gummi som framställs ur sapotillträdet och används för att tillverka tuggummi, återupplivade ekonomin från 1880-talet. En stor del av gummit hämtades i skogar i Mexiko och Guatemala av mayachicleros som hade rekryterats som kontraktsanställda i Brittiska Honduras. En kortlivad uppgång i mahognyhandeln uppstod omkring 1900 tack vare en ökad efterfrågan från USA på träslaget, men den enorma avverkningen utan att bevara eller omplantera gjorde att resurserna utarmades. Införandet av traktorer och bulldozers gav tillgång till nya områden i väster och söder under 1920-talet, men denna utveckling var bara tillfällig. Vid den tiden stod mahogny, ceder och chicle tillsammans för 97 procent av skogsproduktionen och 82 procent av det totala exportvärdet. Ekonomin, som alltmer inriktades på handel med USA, fortsatte att vara beroende och underutvecklad.
Kreoler, som hade kontakter med företag i USA, opponerade sig mot den traditionella politisk-ekonomiska kopplingen till Storbritannien då handeln med USA intensifierades. Män som den kreolske chicleinköparen för Chicagoföretaget Wrigley's, Robert S. Turton, och Henry I. Melhado, vars affärsfamilj sysslade med illegal sprithandel under förbudstiden, blev framstående politiska och ekonomiska personer. 1927 ersatte kreolska handels- och yrkesmän de brittiska markägarnas representanter (förutom chefen för Belize Estate and Produce Company) i det lagstiftande rådet. Den kreolska elitens deltagande i den politiska processen var ett bevis på de framväxande sociala förändringarna som till stor del undanskymdes av den ekonomiska stagnationen. Dessa förändringar accelererade under 1930-talet med sådan kraft att de blev inledningen på en ny era inom den moderna politiken.

### Tillkomsten av den moderna politiken, 1931–1954
Den stora depressionen skakade kolonins ekonomi och arbetslösheten steg snabbt. En rapport från kolonin 1931 förklarade att handelskontrakten på mahogny och chicle, som var basen i ekonomin, upphörde samtidigt och därmed försatte skogshuggare och chicleframställare utan arbete. Utöver denna katastrof förstördes 10 september 1931 Belize Town av den värsta orkanen i landets senare historia, då mer än 1 000 människor dödades och minst 75 procent av bostäderna förstördes. Den brittiska hjälpen kom sent och var bristfällig. Den brittiska regeringen tog tillfället i akt att införa strängare kontroll över kolonin och försåg guvernören med rätt att under undantagstillstånd införa lagar utan medgivande från det lagstiftande rådet. Det lagstiftande rådet protesterade men gick slutligen med på det för att kunna få bistånd under katastrofer. Under tiden skapade människorna i staden skydd med hjälp av de spillror som fanns. Ekonomin fortsatte att gå ned 1932 och 1933. 1933 var import- och exportvärdet en fjärdedel av värdet 1929.
Belize Estate and Produce Company överlevde depressionsåren tack vare sina kontakter i Brittiska Honduras och London. Efter 1875 var olika medlemmar ur Hoarefamiljen verkställande direktörer och kunde kontrollera sina intressen i företaget. Sir Samuel Hoare, aktieägare och tidigare direktör, var en före detta brittisk kabinettsledamot och vän med Leo Amery, den brittiske koloniministern. 1931, när företaget drabbades av effekterna av orkanen och depressionen, kontaktade familjemedlemmen Oliver V.G. Hoare kolonimyndigheten för att diskutera en eventuell försäljning till amerikanska spekulanter. Den brittiska regeringen räddade företaget genom att tilldela det ett område med orörd mahognyskog samt ett lån på 200 000 USA-dollar för att bygga ett sågverk i Belize Town. När regeringen nästan fördubblade skatten på mark vägrade de stora markägarna att betala. Regeringen accepterade en del värdelös mark istället för skatter och 1935 backade den helt och minskade skatten till den tidigare nivån samt annullerade markägarnas skulder till de skulder som gällde 1931. De små markägarna hade dock betalat sina skatter, ofta till högre skattesatser.
Den kreolske miljonären Robert Turton, som hade skapat sin förmögenhet genom chicleexport, besegrade 1936 C.H. Brown, företagets landsförvisade ledare, i det första valet till en del av platserna i det lagstiftande rådet. Efter valet tillsatte guvernören omedelbart Brown i rådet, förmodligen för att bibehålla inflytandet över det som under lång tid hade varit kolonins ledande företag. Men Browns förlust mot Turton, en av företagets ledande konkurrenter, blev starten på de gamla brittiska företagens nedgång i förhållande till det ökande antalet kreolska entreprenörer med amerikanska affärsrelationer.
Under tiden fördrev Belize Estate and Produce Company maya från deras hem i byarna i San Jose och Yalbac i nordväst och behandlade arbetarna i mahognylägren som slavar. Utredare av arbetsförhållanden under 1930-talet skrämdes då de upptäckte att arbetarna fick ransoner av dåligt mjöl, gammalt kött och biljetter som lön istället för kontanter. Som resultat led arbetarna och deras familjer av undernäring och stod ständigt i skuld till sina arbetsgivare. Lagen som styrde arbetarkontrakten, Masters and Servants Act från 1883, gjorde det kriminellt att bryta kontraktet och brottet bestraffades med 28 dagars straffarbete. 1931 avslog guvernör Sir John Burdon förslag om att legalisera fackföreningar samt att införa minimilöner och sjukförsäkring. Förhållandena, som försämrades av en ökad arbetslöshet och den katastrofala orkanen, var grunden till svår nöd bland de fattiga, som 1934 svarade med flera demonstrationer, strejker och upplopp vilket blev starten på den moderna politiken och befrielserörelsen.
Upplopp, strejker och uppror hade förekommit under och efter slaveriperioden, men händelserna under 1930-talet var moderna arbetaroroligheter då de innefattade bildandet av organisationer med klara industriella och politiska mål. 1894 orsakade mahognyarbetare upplopp i protest mot att reallönerna sänkts till följd av devalvering. 1919 protesterade hemförlovade kreolska militärer mot brittisk rasism, men brittiska soldater stoppade snart protesterna som var en missnöjesyttring med kortvarig effekt. En grupp som kallade sig Unemployed Brigade (Arbetslösa brigaden) marscherade genom Belize Town 14 februari 1934 för att lägga fram krav till guvernören och starta en bred rörelse. Fattiga desperata människor vände sig till guvernören som svarade med en liten stödinsats i form av stenbrytning med 0,10 dollar om dagen i lön. Han erbjöd dessutom en daglig ranson på två kilo kokt ris som skulle placeras i fängelsegångarna.
De arbetslösa, som krävde kontanta löner, vände sig till Antonio Soberanis Gómez (1897-1975), som fördömde Unemployed Brigades ledare vid ett möte 16 mars 1934 och själv tog över rörelsen. Under de följande veckorna attackerade Soberanis och hans kollegor inom Labourers and Unemployed Association (LUA) guvernören och hans tjänstemän, de rika handelsmännen samt Belize Estate and Produce Company, vid möten två gånger i veckan som lockade mellan 600 och 800 personer. Arbetarna krävde lättnader och minimilöner och uttryckte sina krav i moraliska och politiska termer som blev början på en utveckling av en nationalistisk och demokratisk politisk kultur.
Soberanis fängslades 1935 för brott mot en ny lag mot uppror, men arbetarrörelsen ledde fram till en förmånlig överenskommelse. Det viktigaste var skapandet av stödarbete som guvernören såg som ett sätt att undvika civila oroligheter. Arbetarna byggde mer än 300 kilometer vägar. Guvernören påskyndade även införandet av en semirepresentativ regering, men när den nya konstitutionen antogs i april 1935 tillgodosåg den krav på restriktioner från majoriteten i det lagstiftande rådet, vilka inte hade något intresse av ytterligare demokrati. Höga krav på rösträtt i förhållande till tillgångar och inkomst begränsade valmanskåren till de rikaste 2 procenten av befolkningen. Fattiga människor kunde därför inte rösta utan endast stödja medlemmar ur den kreolska medelklassen som opponerade sig mot kandidater med intressen i de stora företagen. Citizens Political Party och LUA anlitade Robert Turton och den kreolske advokaten Arthur Balderamos, vilka 1936 bildade den ledande oppositionen i den nya rådsförsamlingen. Arbetarklassens rörelse fortsatte och 1939 gick samtliga 6 platser i Belize Towns styrelse till kreoler ur medelklassen som var mer välvilligt inställda till arbetarklassen.
De största insatserna för 1930-talets arbetarrörelse var de arbetarreformer som antogs mellan 1941 och 1943. Fackföreningar legaliserades 1941, men lagarna krävde inte att arbetsgivarna skulle erkänna dessa föreningar, och straffklausuler i den gamla Masters and Servants Act gjorde de nya rättigheterna ineffektiva. Arbetsgivare bland de inofficiella medlemmarna i det lagstiftande rådet omintetgjorde i augusti 1941 ett förslag om att avskaffa klausulerna, men Employers and Workers Bill som antogs 27 april 1943, avskaffade till slut kriminaliseringen av att bryta arbetarkontrakt och möjliggjorde för Brittiska Honduras nybildade fackföreningar att fortsätta kampen för att förbättra arbetarnas villkor. General Workers Union (GWU) bildades 1943 och blev snabbt en landsomfattande organisation som gav ett avgörande stöd för nationaliströrelsen som fortsatte vid bildandet av Peoples United Party (PUP) 1950. 1930-talet var därför avgörande för politiken i Belize. Det var ett årtionde när de gamla arbetarvillkoren och de auktoritära relationerna inom kolonin och industrin lämnade plats för nya processer och inrättningar för arbetarna och inom politiken.
Under samma period ökade valmanskåren. Mellan 1939 och 1954 valde mindre än 2 procent av befolkningen 6 medlemmar av totalt 13 i det lagstiftande rådet. 1945 var endast 822 röstberättigade registrerade av en befolkning på över 63 000. Andelen röstberättigade ökade något 1945, delvis för att minimiåldern för kvinnliga röstande sänktes från 30 till 21 år. Devalveringen av Brittiska Honduras dollar 1949 minskade kraven på tillgångar och inkomst inom valmanskåren och 1954 fick alla läskunniga rösträtt som ett resultat av den framväxande oberoenderörelsen. Denna utveckling blev inledningen på en process mot en konstitutionell avkolonisering.
Ursprunget till självständighetsrörelsen fanns även under 1930- och 1940-talet. Tre grupper spelade en viktig roll inom kolonins politik under denna period. En grupp bestod av personer ur arbetarklassen som framhävde arbetarfrågor. Denna grupp växte fram ur Soberanis LUA mellan 1934 och 1937 och fortsatte genom GWU. En annan grupp var den radikala nationaliströrelsen som växte fram under andra världskriget. Dess ledare kom från LUA och den lokala föreningen Marcus Garveys Universal Negro Improvement Association. Gruppen hade även namnen British Honduras Independent Labour Party, Peoples Republican Party samt Peoples National Committee. En tredje grupp bestod av människor som var aktiva inom valkretsarna inom de begränsningar som stadgades av konstitutionen och vars mål bland annat var en Natives First-kampanj samt rätt att välja en mer representativ regering.
1947 fick en grupp akademiker inom eliten vid Saint Johns College kontrollen över Belize Citys rådsförsamling och startade tidningen Belize Billboard. En av medlemmarna inom gruppen, George Cadle Price, toppade valundersökningarna under 1947 års val då han opponerade sig mot immigrationsplaner och importkontroll och red på en våg av känslor mot ett brittiskt förslag på en federation av dess kolonier i Karibien. Price var en pragmatisk ledare vars ideologi ofta dolde sig bakom religiösa värderingar. Han har sedan 1950-talet varit den dominerande politikern i landet.
Den händelse som påskyndade Prices politiska karriär och bildandet av PUP var devalveringen av Brittiska Honduras dollar 31 december 1949. I september 1949 devalverade den brittiska regeringen pundet. Trots att guvernörens ihärdigt förnekande att Brittiska Honduras dollar skulle devalveras för att behålla samma växelkurs som tidigare, genomfördes det ändå genom hans rätt att reservera sig mot det lagstiftande rådet. Guvernörens agerande förargade nationalisterna eftersom det speglade rådets begräsningar och den koloniala administrationens makt. Devalveringen retade upp arbetarna eftersom de ansåg att den skyddade de multinationella företagen som Belize Estate and Produce Company, vars handel i brittiska pund skulle ha blivit lidande utan devalvering, medan den drabbade Brittiska Honduras arbetarklass, som redan led av hög arbetslöshet och fattigdom, med högre priser på varor som importerades från USA. Devalveringen enade således arbetarna, nationalisterna och den kreolska medelklassen i protesterna mot den koloniala administrationen. Natten då guvernören tillkännagav devalveringen bildades Peoples Committee och den begynnande självständighetsrörelsen började att mogna.
Mellan 1950 och 1954 samlade PUP, som hade bildats efter upplösningen av Peoples Committee 29 september 1950, sin organisation och skapade sin folkliga förankring genom att uttala sina huvudsakliga mål. Belize Billboards redaktörer Philip Goldson och Leigh Richardson var framstående medlemmar inom PUP och gav sitt parti fullt stöd i antikoloniala artiklar. PUP fick avgörande stöd från GWU, vars ledare, Clifford Betson, var en av ursprungsmedlemmarna i Peoples Committee. Innan slutet av januari 1950 höll GWU och Peoples Committee gemensamma offentliga möten där de diskuterade devalvering, arbetarråd, den föreslagna västindiska federationen samt konstitutionella reformer. GWU var den enda stora organisationen för arbetare, så de tidiga framgångarna för PUP skulle ha varit omöjliga utan stöd från den fackföreningen. 28 april 1950 övertog dock medlemmar ur medelklassen inom Peoples Committee (tidigare medlemmar inom Christian Social Action Group som grundarna av Belize Billboard tillhörde) ledarskapet inom fackföreningen och kallade Betson "unionens patriark". Ett år senare blev George Price, PUP:s sekreterare, vice ordförande i föreningen. De politiska ledarna tog kontroll över föreningen för att kunna dra nytta av dess styrka, men fackföreningensrörelsen avtog under 1950-talet då den blev alltmer beroende av politiker.
PUP koncentrerade sig på att arbeta för konstitutionella reformer, bland annat allmän rösträtt för vuxna utan krav på läskunnighetsprov, ett helt folkvalt lagstiftande råd, en verkställande rådsförsamling vald av ledaren för majoritetspartiet inom det lagstiftande rådet, införandet av ett ministersystem samt avskaffande av guvernörens makt att reservera sig. PUP arbetade för en representativ och ansvarstagande regering. Den koloniala administrationen, som oroades av det växande stödet för PUP, svarade med att attackera två av partiets största plattformar. I juli 1951 upplöste guvernören Belize Citys rådsförsamling med hänvisning till att den hade visat illojalitet genom att vägra visa en bild på Georg VI av Storbritannien. I oktober samma år anklagade guvernören Belize Billboards redaktörer och ägare, däribland Richardson and Goldson, för upproriskhet. Guvernören fängslade dem med 12 månaders straffarbete. Strax efter avgick PUP:s ledare John Smith eftersom partiet inte kunde gå med på att hissa den brittiska flaggan vid offentliga möten. Avsättandet av tre av de fyra stora ledarna skakade partiet men händelserna gav Price en maktposition. 1952 toppade han valundersökningarna i valet till Belize Towns rådsförsamling. Inom två år hade PUP blivit en mäktig politisk kraft, trots förföljelser och splittringar, och George Price hade framträtt som partiets ledare.
Den koloniala administrationen och National Party, som bestod av lojala medlemmar ur det lagstiftande rådet, beskrev PUP som pro-guatemaliskt och kommunistiskt. PUP:s ledare lät dock förstå att Brittiska Honduras varken tillhörde Storbritannien eller Guatemala. Guvernören och National Party misslyckades i sina försök att misskreditera PUP på grund av sina kontakter med Guatemala, som vid den tiden styrdes av den demokratiska och reformvänliga regeringen under president Jacobo Arbenz. I det första valet med allmän rösträtt för vuxna var huvudtemat kolonialismen, där PUP representerade självstyre. Nästan 70 procent av valmanskåren röstade. PUP fick 66,3 procent av rösterna och 8 av 11 platser i den lagstiftande församlingen. Ytterligare konstitutionella reformer hamnade därefter på den politiska agendan.

## Avkolonisering och gränstvist med Guatemala

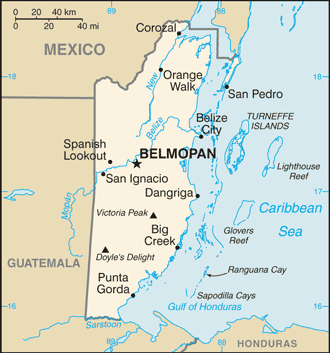
Belizes gränser mot Mexiko och Guatemala

Brittiska Honduras stod inför två hinder för sitt oberoende: Storbritanniens motvilja att låta befolkningen styra över sig själva fram till början av 1960-talet, samt Guatemalas kompromisslöshet vad gäller anspråket på hela territoriet (Guatemala hade upprepade gånger hotat att sätta in militär för att inta Brittiska Honduras). 1961 var Storbritannien villigt att låta kolonin bli självständig, och från 1964 kontrollerade Storbritannien endast försvaret, utlandsaffärer, inhemsk säkerhet samt villkoren och förhållandena i de offentliga tjänsterna. 1 juni 1973 ändrades kolonins namn till Belize för att föregripa självständigheten. Efter 1975 tillät Storbritannien den koloniala regeringen att internationalisera sin sak för oberoendet, så belizier deltog i internationell diplomati redan innan området blev en suverän nation. Dödläget i de utdragna förhandlingarna mellan Storbritannien och Guatemala över Belizes framtida status ledde till att belizierna sökte internationell hjälp med att lösa de punkter som gällde självständigheten, men även efter att Belize blev självständigt 1981 var de territoriella tvisterna olösta.
De territoriella tvisterna hade sitt ursprung i 1700-talets överenskommelser där Storbritannien anslöt sig till Spaniens försäkran om suveränitet medan de brittiska kolonisatörerna fortsatte att ockupera de glest befolkade och svårdefinierade området. Londonkonventionen 1786, som gav Spanien suveränitet, omförhandlades aldrig men Spanien gjorde aldrig några försök att återta området efter 1798, och efterföljande överenskommelser mellan Storbritannien och Spanien nämnde aldrig den brittiska kolonin. Vid den tid när Spanien förlorade kontrollen över Mexiko och Centralamerika hade Storbritannien utvidgat sin kontroll över området även om det gjordes informellt och osystematiskt. På 1830-talet betraktade Storbritannien hela området mellan Hondofloden och Sarstonfloden som brittiskt.
De oberoende republiker som växte fram ur det upplösta spanska imperiet under 1820-talet hävdade att de hade ärvt Spaniens suveränitet i området. Storbritannien accepterade dock aldrig detta. Baserat på denna arvsdoktrin gjorde Mexiko och Guatemala anspråk på Belize. Mexiko gjorde en gång i tiden anspråk på den del av Brittiska Honduras som låg norr om Sibunfloden men släppte anspråken i en överenskommelse med Storbritannien 1893. Sedan dess har Mexiko klargjort att de kommer att återuppta sina anspråk om Guatemala lyckas få hela eller delar av Belize. Mexiko var den första nationen som erkände Belize som ett självständigt land.
I centrum för Guatemalas anspråk var 1859 års överenskommelse mellan Storbritannien och Guatemala. Ur brittisk synvinkel fastslog denna överenskommelse endast gränserna inom ett område som redan låg inom det brittiska väldet. Guatemala utvecklade senare sin syn på fallet genom att hävda att överenskommelsen innebar att Guatemala endast skulle dra tillbaka sina territoriella anspråk under vissa förutsättningar, bland annat genom att en väg byggdes mellan Guatemala och den karibiska kusten. Guatemala sade att de förkastade överenskommelsen 1884 men de följde aldrig upp kraven. Tvisten tycks ha varit bortglömd fram till 1930-talet, när regeringen under general Jorge Ubico hävdade att överenskommelsen var ogiltig eftersom vägen aldrig hade byggts. Storbritannien argumenterade att eftersom varken den kortlivade Centralamerikanska federationen (1821-1839) eller Guatemala hade utövat någon makt i området och inte ens protesterat mot den brittiska närvaron under 1800-talet så var Brittiska Honduras otvivelaktigt under brittisk suveränitet. I Guatemalas konstitution 1945 stadgades dock att Brittiska Honduras var Guatemalas 23:e departement. Sedan 1954 har en rad guatemaliska regeringar skickat soldater till gränsen där de har intagit anfallsställning.
Förhandlingarna mellan Storbritannien och Guatemala återupptogs 1961, men de folkvalda representanterna i Brittiska Honduras hade ingen talan i dessa samtal. George Price tackade nej till en inbjudan från Guatemalas president Ydígoras Fuentes för att göra Brittiska Honduras till en guatemalisk delstat. Istället fortsatte Price med målet att leda kolonin till självständighet. 1963 bröt Guatemala samtalen och de diplomatiska förbindelserna med Storbritannien. 1965 kom Storbritannien och Guatemala överens om att anlita en amerikansk jurist, utsedd av president Lyndon Johnson, för att medla i tvisten. Juristens utkast var ett förslag som gav Guatemala så stor kontroll över den nya självständiga nationen, bland annat över inhemsk säkerhet, försvar och utrikesaffärer, att Belize skulle ha blivit mer beroende av Guatemala än landet redan var av Storbritannien. USA stödde förslagen, men samtliga partier i Brittiska Honduras förkastade dem, och Price tog initiativet till att kräva oberoende från Storbritannien med lämpliga försvarsgarantier.
En rad samtal började 1969 men avslutades plötsligt 1972 när Storbritannien tillkännagav att de skulle skicka hangarfartyg och 8 000 soldater till Belize på militärövningar. Guatemala placerade då ut soldater vid gränsen. Samtalen återupptogs 1973 och 1975 men avbröts när spänningarna ökade. Vid den tidpunkten kom de beliziska och brittiska regeringarna, som var frustrerade av att ha att göra med de militärdominerade regeringarna i Guatemala, överens om en ny strategi som skulle ta frågan om självbestämmande till olika internationella forum. Den beliziska regeringen kände att om de fick internationellt stöd, skulle de stärka sin position, Guatemalas anspråk försvagas och göra det svårare för Storbritannien att göra eftergifter.
Belize hävdade att Guatemala hindrade landets legitima strävanden efter oberoende och att Guatemala hade ovidkommande anspråk och dolde sina egna koloniala ambitioner genom att försöka framställa tvisten som ett försök att återfå territorium som hade förlorats till koloniala makter. Mellan 1975 och 1981 presenterade beliziska ledare sina argument för självbestämmande för Samväldets regeringsledare i Jamaica, ministerkonferensen för De alliansfria staternas organisation i Peru samt vid möten i Förenta nationerna (FN). Stödet från De alliansfria staternas organisation visade sig vara avgörande för framgångarna inom FN.
Latinamerikanska regeringar stödde inledningsvis Guatemala. Kuba var dock det första latinamerikanska landet som i december 1975 i en omröstning i FN stödde Belizes rätt till självbestämmande, oberoende och territoriell integritet. Den avgående mexikanske presidenten Luis Echeverría Alvarez, antydde att Mexiko skulle vända sig till FN:s säkerhetsråd för att förhindra att freden hotades i området genom Guatemalas avsikter mot Belize. 1976 började Panamas president Omar Torrijos en kamp för Belizes sak och 1979 förklarade sandinisterna i Nicaragua att de gav sitt fulla stöd för ett oberoende Belize.
I varje årlig omröstning om ärendet i FN lade USA ner sin röst vilket gav Guatemalas regering ett hopp om stöd från USA:s regering. I november 1980, då Guatemala var helt ensamma, antogs en resolution som krävde oberoende för Belize, med allt sitt territorium intakt, innan nästa FN-konferens som skulle hållas 1981. FN utnämnde Storbritannien till att försvara den nya nationen Belize och vädjade till alla medlemsstater att erbjuda sin hjälp.
Ett sista försök gjordes för att försöka nå en överenskommelse med Guatemala innan Belize blev självständigt. De beliziska representanterna i samtalen gjorde inga eftergifter och ett förslag kallat Heads of Agreement lades fram 11 mars 1981. Politiska krafter ur ultrahögern betraktade dock förslaget som en utförsäljning, vilket ledde till att Guatemalas regering vägrade att ratificera överenskommelsen varefter de lämnade förhandlingarna. Under tiden genomförde oppositionen i Belize våldsamma demonstrationer mot överenskommelsen. Demonstrationerna resulterade i fyra dödsfall, många skadade och förstörelse av egendom tillhörande PUP:s ledare och deras familjer. Undantagstillstånd utlystes men oppositionen kunde inte presentera några egentliga alternativ. Med förväntningar om ett nära förestående firande av oberoendet sjönk oppositionens kampvilja. 21 september 1981 blev Belize oberoende, men någon överenskommelse med Guatemala hade inte nåtts.
Förhandlingarna mellan Belize och Guatemala, med Storbritannien som observatör, återupptogs 1988. Guatemala erkände Belizes självständighet 1991 och diplomatiska relationer upprättades.
8 november 2000 kom de båda länderna överens om att respektera ett gränsområde som sträckte sig en kilometer öster och väster om gränsen. Vid den tiden hävdade Guatemalas regering att det territoriella anspråket var lagligt och att den enda möjligheten till en resolution var att avgöra fallet i Internationella domstolen i Haag. Belizes regering ansåg dock att det skulle innebära onödiga kostnader och ta onödigt lång tid om man tog fallet till Internationella domstolen eller till skiljedom. Istället föreslog de att fallet skulle avgöras genom Organization of American States (OAS), vilket ledde till förtroliga samtal som slutade i att båda länderna gick med på att låta fallet avgöras i Internationella domstolen. 2007 hade tvisten inte avgjorts.
I december 2008 undertecknade Belize och Guatemala ett avtal om att skicka territoriella tvister till Internationella domstolen efter folkomröstningarna i båda länderna (som inte ägde rum i december 2013). Guatemala och Belize deltar i OAS-godkända förtroendeskapande åtgärder, såsom Guatemala-Belize-språkutbytesprojektet.[källa behövs]